# Jüdischer Friedhof Dortmund (Mittelalterlicher Friedhof)
Der mittelalterliche jüdische Friedhof Dortmund ist ein ehemaliger jüdischer Friedhof in Dortmund.
Er wurde von der jüdischen Gemeinde 1336 erworben und lag vor dem Westentor. Dieses Stadttor lag auf der heutigen Kampstraße, zwischen Königswall und Weddepoth.
Im Jahre 1350 wurden die jüdischen Bürger Dortmunds vertrieben. Ihre Grundstücke nebst diesem Friedhof wurden beschlagnahmt. Nach ihrer Rückkehr im Jahre 1373 durfte der Friedhof gegen Entrichtung eines Grundzinses wieder benutzt werden.
Bis wann auf diesem Friedhof bestattet wurde, ist nicht bekannt.